# Farina Flebbe
Farina Flebbe (* 27. Juli 1994 in Hamburg) ist eine deutsche Schauspielerin.

## Leben und Karriere
Flebbe ist die Tochter des CinemaxX-Gründers Hans-Joachim Flebbe.
Sie trat von 2005 bis 2010 als Kinder- und Jugenddarstellerin in kleinen Rollen in Filmen wie Die wilden Kerle 2 und Rock It! in Erscheinung. Nach mehrjähriger Pause ist sie seit 2015 regelmäßig als Schauspielerin aktiv. Neben Gastauftritten in Fernsehserien hatte sie Nebenrollen in Filmproduktionen wie Heilstätten (2018), Rate Your Date (2018) und Schattenmoor (2019).
Vom 2. März 2020 bis zum 22. März 2021 war sie in der Fernsehserie Großstadtrevier in der Rolle der Jessy Jahnke zu sehen.

## Filmografie
- 2005: Die wilden Kerle 2
- 2007: Beautiful Bitch
- 2008: Die Drachenjäger – Der Film (Sprechrolle)
- 2010: Rock It!
- 2010: Freche Mädchen 2
- 2011: Frischer Wind
- 2015: In aller Freundschaft (Fernsehserie)
- 2016: Jeder stirbt für sich allein
- 2016: SOKO Köln (Fernsehserie)
- 2017: Heldt (Fernsehserie)
- 2017: Sechs Richtige und ich (Fernsehfilm)
- 2017: Bettys Diagnose (Fernsehserie)
- 2018: Heilstätten
- 2018: Lifelines (Fernsehserie)
- 2019: Walpurgisnacht – Die Mädchen und der Tod (2-tlg. Fernsehfilm)
- 2019: Rate Your Date
- 2019: Stralsund: Doppelkopf (Fernsehfilm)
- 2019: Schattenmoor (Fernsehfilm)
- 2020–2021: Großstadtrevier (Fernsehserie)
- 2021: Doktor Ballouz (Fernsehserie)
- 2021: Letzte Spur Berlin  (Fernsehserie, Folge: Kleine Blume)
- 2021: In aller Freundschaft – Die jungen Ärzte (Fernsehserie, Folge: Aufatmen)
- 2022: Hubert ohne Staller (Fernsehserie, Folge: Ein todsicherer Plan)
- 2023: Hotel Mondial (Fernsehserie, Folge: Versuchungen)
- 2024: Die Kanzlei (Fernsehserie, Folge Wo die Liebe hinfällt)